# پونور (کنگاژواتس)
پونور (به صربی: Ponor) یک منطقهٔ مسکونی در صربستان است که در کنگاژواتس واقع شده‌است. پونور ۱۴۴ نفر جمعیت دارد.